# الصداعية
الصداعية قرية من القرى الكبيرة تقع داخل ريع البكر في منطقة حائل
أنشت الصداعية نحو عام 1265هـ.وكان موقعها داخل جبال رمان الأحمر بجوار تلعة تحمل نفس الاسم لوجود تصدع في أعلاها.ثم أنشاء مخطط  حديث لها في ريع البكر شرقاً عن موقعها الأول والذي يعرف الآن بالصداعية.وتقع الصداعية جنوب حائل بمسافة 120كم ويمر بها طريق يأتي من شمال رمان من طريق الروضة - المهاش المتفرع من طريق حائل المدينة ويمر بعدة قرى ومع طريق المدينة المباشر تبعد عن حائل بمسافة تقدر بنحو 80 كم مع الطريق الذي يربط القرى الجنوبية بعد قرية الدارة مباشرة وهي للعلوي من العليان من الدغيرات من عبده 